# پورتج
پورتج (به انگلیسی: Portage) یک سامانه مدیریت بسته است که جنتو لینوکس از آن استفاده می‌کند و بر اساس مفهوم ports collections ایجاد شده است. پروژه Gentoo/Alt وظیفه سازگار کردن ابزار پرتج برای سایر سیستم عامل‌ها مانند بی‌اس‌دی، اواس‌ده و سولاریس (سیستم‌عامل) را بر عهده دارد؛ که معروفترین آن Gentoo/FreeBSD نام دارد.

## بررسی اجمالی
پرتیج شبیه به سامانه مدیریت بسته در بی‌اس‌دی می‌باشد که مجموعه پورت‌ها نام دارد. پرتیج بوسله پایتون نوشته شده است و به نوعی هسته مرکزی جنتو لینوکس می‌باشد. دو عنصر اصلی در پرتیج emerge و ebuild می‌باشند که بوسیله ابزار emerge، می‌توان سورس کد پکیج مورد نظر را (که مشخصات آن درون ebuild مشخص می‌شود) دریافت و بعد آن را کامپایل نمود.